# E.S.P (Bee Gees album)
E.S.P är ett musikalbum av Bee Gees. Det släpptes i september 1987 genom Warner Bros. Records och var gruppens femtonde album. Från albumet släpptes hitlåten "You Win Again" samt titelspåret "E.S.P", "Angela" och "Crazy for Your Love" som singlar.

## Låtlista
Alla låtar skrivna av Barry Gibb, Robin Gibb och Maurice Gibb.
Sida 1
1. "E.S.P" 5:38
2. "You Win Again" 4::02
3. "Live or Die (Hold Me Like a Child)" 4:41
4. "Giving Up the Ghost" 4:26
5. "The Longest Night" 5:46

Sida 2
1. "This is Your Life" 4:50
2. "Angela" 4:55
3. "Overnight" 4:20
4. "Crazy for Your Love"  4:40
5. "Backtafunk" 4:22
6. "E.S.P (Vocal Reprise)" 0:34